# نیدا، هسن
شهر نیدا، هسن (به آلمانی: Nidda, Hesse) در ایالت هسن در کشور آلمان واقع شده‌است.